# Alan Ayckbourn
Alan Ayckbourn CBE, född 12 april 1939 i Hampstead i London, är en brittisk dramatiker och regissör. 
Ayckbourn är ofta omtalad som den mest spelade brittiske dramatikern efter William Shakespeare och har till dags dato (2024) skrivit 90 pjäser. Nästan alla har haft urpremiär på Stephen Joseph Theatre i Scarborough och mer än hälften har senare även satts upp i London på West End, The National Theatre eller av Royal Shakespeare Company. Till Alan Ayckbourns stora succéer hör Toffelhjältar, Hur andra älskar, Gin och bitter lemon, Sängkammarfars, En fröjdefull jul, Drömkvinnan och Komisk talang.
Ayckbourns teaterintresse väcktes i tolvårsåldern, då han började på Haileybury School. Han hade hand om skoltidningen, skrev en pjäs till varje terminsslut och hade en teaterälskande lärare, Edgar Matthews, som var ett stort stöd. Det var tack vare Matthews som Ayckbourn, när han som sjuttonåring lämnade skolan, direkt fick arbete som assisterande inspicient på en produktion som gick upp på Edinburghfestivalen. Året därpå, 1957, blev han medlem i Stephen Josephs teatertrupp och gick vidare till att bli både inspicient och skådespelare. 
Det finns många beröringspunkter mellan Shakespeare och Ayckbourn: båda verkar i en folklig teatertradition där den öppna spelplatsen sätter stor tilltro till publikens fantasi. Ayckbourn skriver alltid sina pjäser för en arenateater, dvs. att spelas in-the-round med publiken runt om spelplatsen. 
Av den ansedd tyska teatertidskriften Theater heute utsågs han på 1980-talet till "Vår tids Molière". Ayckbourn blev konstnärlig ledare för Stephen Joseph Theatre 1988 och trots att han lämnade tjänsten 2009 fortsätter han att regissera där både sina egna och andras pjäser. 
Ayckbourn har översatts till över 35 språk, vunnit oräkneliga priser både i Storbritannien och internationellt. Innehade professur vid Oxfords universitet 1991-92. 1997 blev han adlad. 2009 valdes han in i American Theatre's Hall of Fame och 2010 tilldelades han Critics' Circle Award för konstnärliga gärningar. Han blev den första brittiska dramatiker som fått både en Olivier och en Tony Special Lifetime Achievement Award.
Per Gerhard introducerade Ayckbourn för den svenska publiken med en rad uppsättningar på Vasateatern: Garden party (Relatively Speaking) 1969, Hur andra älskar (How the Other Half Loves) 1971 och Familjens Don Juan (Norman Conquest) 1976.
Den franske regissören Alain Resnais har filmat några av Ayckbourns pjäser. Resnais sista film Aimer, boire et chanter (2014) bygger på Ayckbourns pjäs Life of Riley från 2010. 
Paul Allen gav 2001 ut en biografi över Ayckbourn med undertitel Grinning At The Edge (Methuen Drama).